# Özlem İşseven
Özlem İşseven Özçelik (Smirne, 1º gennaio 1972) è un'ex pallavolista turca.
Giocava nel ruolo di centrale.

## Palmarès

### Club
- Campionato turco: 9

1992-93, 1993-94, 1994-95, 1995-96, 1998-99, 1999-00, 2000-01, 2001-02, 2002-03
- Coppa di Turchia: 6

1995-96, 1998-99, 1999-00, 2000-01, 2001-02, 2002-03
- Campionato russo: 1

2005-06
- Coppa delle Coppe: 1

1998-99

### Nazionale (competizioni minori)
- XV Giochi del Mediterraneo

### Premi individuali
- 2005 - Campionato europeo: Miglior muro